# Lophozia quadriloba
Lophozia quadriloba là một loài Rêu trong họ Jungermanniaceae. Loài này được (Lindb.) A. Evans mô tả khoa học đầu tiên năm 1900.